# Marc Cherry
Marc Cherry (23 de Março de 1962) é o criador da aclamada série de televisão Desperate Housewives. A série foi adaptada por alguns países, como Brasil e outros países da América Latina; no Brasil chama-se Donas de Casa Desesperadas e, na América Latina, "Mujeres Desesperadas" ou "Amas de Casa Desesperadas".

## Carreira

### Início da Carreira
Cherry nasceu e cresceu em Oklahoma. Seu pai era um contador que obrigou a família a se mudar para a Califórnia. Graduou-se na "Troy High School", em Fullerton-Califórnia. Foi na "California State University", que Cherry participou do programa de teatro Fulleton, e foi considerado como tem futuro. Depois de ganhar US$ 15.000 como um concorrente na Pirâmide de US$ 100.000 em 1986, ele decidiu se mudar para Hollywood e prosseguir o trabalho da escrita. Só que ele chegou à Hollywood em um momento ruim; greve dos roteiristas 1988. Cherry invadiu a indústria, trabalhando como assistente pessoal da atriz Dixie Carter.

### Hollywood
Em 1990, ele se tornou um escritor e produtor do sitcom Supergatas; Cherry também escreveu um breve spin-off dessa série que foi chamado de The Golden Palace.  Quando esse projeto chegou ao fim, Cherry foi co-criador da série The 5 Mrs. Buchanans, a série era centrada na vida da matriarca da família Buchanan (vivida por Eileen Heckart) e suas quatro filhas; ela durou apenas uma temporada (1994-1995).

Cherry também co-criado The Crew (1995). Por conta própria, mais tarde ele criou Some of My Best Friends, uma comédia de 2001, que foi baseado em parte no filme Kiss Me, Guido.

### Desperate Housewives
Em 2002, surgiu a ideia da série, quando Marc Cherry e sua mãe estavam vendo na televisão uma matéria sobre Andrea Yates, mulher que havia afogado seus cinco filhos na banheira, um por um, aparentemente porquê não suportava o peso da maternidade. Cherry ficou horrorizado e comentou: "Você pode imaginar uma mulher tão desesperada para fazer algo assim?" Ele perguntou em voz alta, retoricamente. Depois de um silêncio pesado, sua mãe disse: "Sim eu entendo." Isso o inspirou a desenvolver um programa sobre a vida de quatro mulheres suburbanas de classe média alta, que após estarem casadas, descobrem que a vida não fica eternamente perfeita depois do Felizes Para Sempre.

A série passou pela mesa de produtores dos canais HBO, FOX, CBS, NBC, Showtime e Lifetime Television. Cherry teve sua grande chance quando seu agente foi preso e foi para a prisão por peculato. Seu novo agente trouxe a série para a ABC, onde dois novos executivos da emissora, Lloidy Braun e Susan Lyne deram luz verde a Marc para transmitir o episódio piloto.

Desperate Housewives, gerou de imediato uma enorme comoção nacional (e, posteriormente, o debate internacional). Cherry recebeu várias ofertas lucrativas de vários canais, mas optou por assinar um acordo de longo prazo com a Touchstone. Desde o começo a sua rede mostrou fé em Desperate Housewives, quando ninguém mais o fez.

Os executivos da ABC não estavam satisfeitos inicialmente com o título da nova série por causa do Desesperadas, tanto que sugeriram que o título fosse "Wisteria Lane and the Secret Lives of Housewives" (Alameda Wisteria, e a Vida Secreta das Donas de Casa). Em 18 de maio de 2004, a ABC anunciou o horário estável da série, todos os domingos das 21:00 às 22:00 horas. A série está alcançado grandes índices de audiência, junto com Lost, revivendo tempos passados de fortuna da ABC, cujo último éxito havia sido Quem Quer Ser Milionário?. (Alameda Wisteria, o bairro onde se passa a história de Desperate Housewives, é ambientado na Colonial Street, dentro do Universal Studios Hollywood em Los Angeles, Califórnia.)

A série foi um fenômeno durante grande parte da sua primeira temporada, mas foi criticado por críticos de televisão dizendo que a segunda temporada de "Desperate Housewives" não foi tão criativa ou tão boa quanto a primeira. Os espectadores pareceram concordar, uma vez que a audiência caiu ao longo dela. Cherry, o escritor principal, que tinha trabalhado em tempo parcial sobre a série na segunda temporada, teve um papel maior no desenvolvimento e produção da terceira.

Cherry tem apresentado diversos atores em "Desperate Housewives" que já trabalharam com ele antes. Mark Moses, que interpretou Paul Young, e Harriet Sansom Harris, que fez Felicia Tilman, eram ambos membros do elenco de The 5 Mrs. Buchanans. Na terceira temporada, Cherry teve no elenco a ex-patroa Dixie Carter como Gloria Hodge, mãe do dentista Orson. O ator Alec Mapa, que apareceu em Some of My Best Friends, aparece em "Desperate Housewives" em um papel recorrente como estilista Gabrielle.

## Autor e/ou Produtor
- 1990 : Supergatas
- 1992 : The Golden Palace
- 1994 : The 5 Mrs. Buchanans
- 1995 : The Crew
- 2001 : Macho Man
- 2004 : Desperate Housewives
- 2013 : Devious Maids
- 2019 : Why Women Kill

## Prêmios
- 2005 : Emmy Award da melhor série comica por Desperate Housewives.

## Mr. Cherry, o político
Cherry foi descrito em um artigo sobre ele na revista Newsweek como "um tanto conservador, Republicano gay".
Em 29 de Junho de 2006, Cherry recebeu o "Log Cabin Republicans" (um prêmio de visibilidade) durante um jantar em Hollywood, onde o vencedor do prêmio principal foi governador da Califórnia, Arnold Schwarzenegger, que recebeu o "Courage To Lead".